# Банново (Кировская область)
Банново — деревня в Яранском районе Кировской области России. Входит в состав Яранского городского поселения.

## География
Деревня находится в юго-западной части Кировской области, в зоне хвойно-широколиственных лесов, к востоку от автодороги Р176, на расстоянии приблизительно 16 километров (по прямой) к юго-востоку (ES) от города Яранска, административного центра района. 
Климат
Климат характеризуется как умеренно континентальный, с умеренно холодной снежной зимой и тёплым летом. Среднегодовая температура — 2 — 2,3 °C. Средняя температура воздуха самого холодного месяца (января) составляет −13,6 °C (абсолютный минимум — −46 °С); самого тёплого месяца (июля) — 18,3 °C (абсолютный максимум — 37 °С). Безморозный период длится в течение 117 дней. Годовое количество атмосферных осадков — 639 мм, из которых 405 мм выпадает в период с апреля по октябрь. Снежный покров держится в течение 162 дней.

## История
Известна с 1873 года как починок Баннов, где дворов 7 и жителей 99, в 1905 (Банновский) 27 и 186, в 1926 42 и 231, в 1950 36 и 126, в 1989 49 жителей. Настоящее название утвердилось с 1939 года.

## Население
Постоянное население составляло 31 человек (русские 100%) в 2002 году, 17 в 2010.